# Acanthocystis

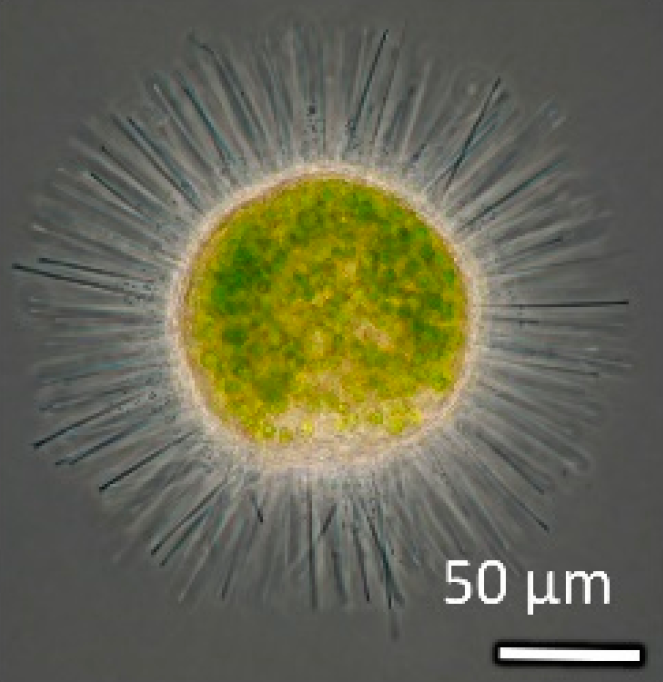
A. turfacea mit symbiotischen Chlorella-Zellen.

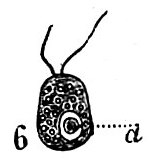
Doppelt begeißelte Flagellula (Zoospore) von A. aculeata.
a: Zellkern.

Acanthocystis ist eine von Carter 1863 erstbeschriebene Gattung in der Familie Acanthocystidae.
Die Gattung Acanthocystis umfasst einzellige, frei schwimmende planktonische oder benthische Organismen, die im Süßwasser weit verbreitet sind, aber auch seltener in marinen Lebensräumen vorkommen.
Die genaue taxonomische Stellung dieser Familie ist noch in der Diskussion (Stand Januar 2022), meist werden sie aber als Mitglied der Gruppe der Hacrobia und damit der Chromista gesehen.
Über die genannte Unsicherheit der Zuordnung hinaus gibt es noch eine weitere taxonomische Komplikation, da der Gattungsname Acanthocystis insgesamt gleich dreimal vergeben wurde:
- zuerst (und damit gültig) für die hier beschriebene Protisten-Gattung Acanthocystis Carter, 1863 innerhalb der Chromista;
- später als Acanthocystis Bather, 1889 für eine Gattung von Stachelhäutern (Echinodermata), also Tiere;[2]
- und schließlich für die Gattungsbezeichnung des Gelbstieligen Muschelseitlings (ursprünglich Acanthocystis serotinus, aktuell Panellus serotinus), Basidiomycota-Pilze aus der Familie Pleurotaceae.[2][10][11]

Im folgenden Text wird ausschließlich Bezug genommen auf die erstgenannte Protisten-Gattung Acanthocystis.
Typusart dieser Gattung ist Acanthocystis turfacea Carter, 1863
Die Organismen der Gattung sind kugelförmige Einzeller, deren „hervorstechendstes“ Merkmal drei unterschiedliche, jeweils in allen drei Dimensionen radial abstehende Strukturen sind: lange und kurze glasartige (kieselhaltige) Stacheln (Spiculen, lat. Spicula, en. siliceous spicules) und länglichen Scheinfüßchen (Pseudopodien), hier deswegen auch Axopodien genannt. Die Spicula sind an ihren Spitzen (d. h. distal) gegabelt.
Von besonderer Bedeutung sind die in Acanthocystis enthaltenen Zoochlorellen, früher wegen des in diesen enthaltenen Chlorophylls phänomenologisch auch Chlorophyll-Körper oder -Körperchen (en. chlorophyll corpuscles) genannt (siehe Abb.)

## Etymologie
Der erste Namensteil acantho- bedeutet „dornig“, „stachelig“ (genauer lateinisch acanthus, altgriechisch ἀκή akḗ, deutsch ‚Dorn‘ + ἄνθος ánthos, deutsch ‚Blume‘).
Der zweite Namenstein -cystis ist Neulateinisch von κύστις kústis, deutsch ‚Blase‘, ‚Beutel‘, ‚Säckchen‘ (ohne Öffnung). Der Name bedeutet also etwa „Stachelsäckchen“ oder „Dornensäckchen“.

## Beschreibung
Die Gattung Acanthocystis ist weit verbreitet und kommt die häufig in Süßwasser vor, einige Mitglieder sind aber auch in mariner Umgebung zu finden – im Plankton und auf/über dem Meeresboden (Benthos). Die Gattung wurde von Carter (1863) zusammen mit der Beschreibung ihrer Typusart, A. turfacea aufgestellt.
Penard charakterisierte die Gattung 1904 als Heliozoen mit tangentialen Plattenschuppen (englisch plate-scales) und radialen Stachelschuppen (en. spine-scales). Die Organismen sind kugelförmige Einzeller, und über die ganze Oberfläche mit den kieseligen (kieselhaltigen) Plattenschuppen bedeckt. Diese kommen im Wesentlichen in zwei Typen vor und bilden einen mehr oder weniger flexiblen Panzer (Periplast); es fehlt dagegen eine ausgeprägte Gelatine- oder Schleimhülle. Das „hervorstechendste“ Merkmal dieser Gattung sind aber verschiedenartige, in allen drei Dimensionen radial abstehende Strukturen. Von diesen gibt es die drei folgenden Typen: lange und kurze kieselige Stacheln (Stachelschuppen oder Spiculen, lateinisch Spicula, englisch siliceous spicules), sowie längliche Scheinfüßchen (Pseudopodien), hier auch Axopodien genannt. Die Spiculen sind an ihren Spitzen (d. h. distal) gegabelt.
Die Axopodien gehen vom sog. Zentroplasten im Zentrum der Zelle aus, weshalb der Zellkern selbst exzentrisch gelegen ist. Die Morphologie der Schuppen bzw. Spicula ist offenbar konstant innerhalb einer jeden Art und wird daher oft neben der Morphologie der Zellen selbst zur Unterscheidung der Arten herangezogen. Die Feinstruktur der Schuppen liegt größtenteils jenseits des Auflösungsvermögens von Lichtmikroskopen; auch war lange Zeit die innere Zellstruktur der meisten Spezies von Acanthocystis und verwandter Einzeller weitgehend unbekannt, bis auf A. turfacea, A. aculeata, A. erinaceoides (jetzt Raineriophrys erinaceoides) und wenige andere. Die Klassifizierung anhand dieses Merkmals war daher früher nur ungenau möglich.

## Forschungsgeschichte
Bis 1960 ging man davon aus, dass alle Mitglieder der Gattung Acanthocystis Stachelschuppen mit einem zylindrischen Schaft tragen, der in der Mitte einer kreisförmigen Basalplatte befestigt ist. Petersen und Hansen beschrieben jedoch 1960 zwei Arten (A. perpusilla und A. erinaceoides) mit andersartigen Stachelschuppen. A. perpusilla hat Stachelschuppen mit einer exzentrisch angeordneten eingeschnittenen Basalplatte. A. erinaceoides (jetzt Raineriophrys erinaceoides) hat Stachelschuppen mit einer membranartigen Basis oder zwei seitlichen, spitz zulaufenden Flügeln, ohne Basalplatte. Spätere elektronenmikroskopische Untersuchungen (1981–1987) konnten die Existenz verschiedener Typen von Stachelschuppen innerhalb der Gattung hinreichend bestätigen. Alle Arten haben eine ziemlich einheitliche Struktur der Plattenschuppen, unterscheiden sich aber stark in Form und Struktur der Stachelschuppen.
Die meisten dieser Gattung bis dato zugeordneten Arten trugen Stachelschuppen mit einer membranartigen Basis (en. membranous base)  aus einer mehr oder weniger exzentrisch angebrachten eingeschnittenen Basalplatte. Diese Arten fallen jedoch nicht unter den Namen Acanthocystis in seiner ursprünglichen Bedeutung, da Carter 1893 die Stachelschuppen der Typusart als „gerade, hohl, von gleichmäßiger Breite im Schaft, gegabelt oder gegabelt am distalen und scheibenförmig am proximalen Ende“ beschrieb. Die Gattung Acanthocystis mit ca. 46 zugeordneten Spezies erwies sich daher eher als eine polymorphe denn eine taxonomische Gruppe, und eine Revision angebracht (1981–1987). Ein Vorschlag lautet, die Gattung Acanthocystis wird für Arten mit Stachelschuppen mit einer scheibenförmigen, radialsymmetrischen Basalplatte beizubehalten. Arten mit Stachelschuppen an beidseitig symmetrischer Basis sollen danach in die neu charakterisierten Gattungen Choanocystis und Pterocystis verschoben werden. Dieser Vorschlag wurde bisher jedoch (noch) nicht allgemein akzeptiert, beispielsweise ist im World Register of Marine Species (WoRMS) die Spezies aculeata gleich zweimal (als „unreviewed“) gelistet:
- A. aculeata Hertwig & Lesser, 1874[8]
- Choanocystis aculeata (Hertwig & Lesser) Roijackers & Siemensma, 1988[18]

Ein weiterer Vorschlag zur Reklassifizierung zielt in die Gattung Raineriophrys:
- A. erinaceoides Petersen & Hansen, 1960 (syn. A. erinaceus Wailes, 1921) ⇒ Raineriophrys erinaceoides (Petersen & Hansen, 1960) Mikrjukov, 2001[15][16][25]

Eine überarbeitete Version dieser Vorschläge findet ich bei Thomas Cavalier-Smith und Sophie von der Heyden (2007).

## Systematik

### Äußere Systematik
- Familie: Die Gattung Acanthocystis Carter, 1863 ist einziges Mitglied (und Typusgattung) der Familie Acanthocystidae.[1][8][2][9]
- Ordnung: Diese wird in der herkömmlichen Taxonomie der Ordnung Centrohelida (deutsch Centroheliden) Kühn, 1926[1][8][2] (alias Centroheliozoa[1]) gestellt; das National Center for Biotechnology Information (NCBI) folgt abweichend einer Taxonomie nach Thomas Cavalier-Smith und nennt stattdessen die Ordnung Acanthocystida Cavalier-Smith & von der Heyden 2007.[9]
- Klasse: In beiden Taxonomien ist die jeweilige Ordnung Mitglied der durch einen Zentroplast[27] gekennzeichneten Gruppe/Klade von Heliozoa oder Sonnentierchen (en. Centrohelid Heliozoans), die gewöhnlich als Centrohelea,[8][1]  beim NCBI und Cavalier-Smith aber synonym als Centroplasthelida[9][28][29][30] (beides im Rang einer Klasse) bezeichnet werden.
- Obwohl von vielen Autoren immer noch (Stand Januar 2022) die Heliozoa als Ordnung in der taxonomischen Zuordnung dieser Klasse angeben,[1][8][2] gelten diese (wie auch die Radiolaria) heute nicht mehr als monophyletisch und daher als veraltetes Taxon.[31]
 Auch ein stattdessen vorgeschlagenes Taxon „Actinopodea“[31] erwies sich als nicht monophyletisch.[32]
 Als neuerer Vorschlag wurden die 2015 von Cavalier-Smith vorgeschlagenen Haptista in der Taxonomie des NCBI übernommen.[9]
- Unterreich und Reich: Weitgehende Einigkeit besteht darin, die Centrohelea/Centroplasthelida in das Unterreich (lateinisch subregnum, englisch subkingom) Hacrobia zu stellen,[1][8] das die Haptista von Cavalier-Smith enthält. Die Hacrobia werden ihrerseits meist in der neueren Taxonomie in das Reich (englisch kingdom, lateinisch regnum) Chromista gestellt,[1][8][2] welches innerhalb der Domäne der Eukaryoten die veralteten, weil paraphyletischen Protista oder Protoctista auf eine als monophyletisch angesehene Gruppe angesehen wird und damit neben die Reichen der Tiere, Pflanzen und Pilze tritt.

Auch die für die Reklassifizierungen vorgeschlagenen Zielgattungen Choanocystis, Pterocystis und Raineriophrys werden gewöhnlich als Mitglieder der Centroplasthelida bzw. Centrohelida gesehen, so bei NCBI, WoRMS und der Global Biodiversity Information Facility (GBIF – hier mit Korrektur zu Pterocystis gemäß Erstbeschreibung der Spezies: „Centroplasthelida“ anstelle von „Animalia“.).

### Arten
In die hier angegebene Artenliste (mit Stand 12. Januar 2022) sind Informationen aus folgenden Quellen eingeflossen:
N – NCBI, USA
J – NIES, Japan (nur Auswahl)
S – Scott (2005)
W – WoRMS
Gattung Acanthocystis Carter, 1863. Arten:
- A. aculeata Hertwig & Lesser, 1874 bzw. Hert. Less. (J,S,W:Choanocystis?)[27] – Synonyme: A. flava Greeff, 1875; A. serrata Nicholls, 1983 (J)
- A. amura Zlatogursky, Gerasimova & Plotnikov, 2016 (N)[33][34]
- A. costata Zlatogursky, 2014 (N)[35][36]
- A. nichollsi Siemensma & Roijackers, 1988 (J,N)[37]
- A. paliformis Dürrschmidt, 1987 (J,S,W)
- A. pelagica Ostenfeld, 1904 (J,S,W)
- A. penardi Wailes, 1925 (J)
- A. perpusilla Petersen & Hansen, 1960 (J,S,W)
- A. spinifera Greeff, 1869 bzw. Greeff, 1869 emend. Penard bzw. Greeff, 1869 emend. Siemensma & Roijackers, 1988 (J,N)[38]
- A. takahashii Dürrschmidt, 1987 (N)[39] bzw. Durrschmidt, 1987 (J)
- A. turfacea Carter, 1863 (J,S,N,W)[40] – Typusart; Synonyme: A. chaetophora Leidy, 1879; A. pallida Greeff, 1869; A. viridis Grenacher, 1869; Actinophrys viridis Ehrenberg (J)

Vorgeschlagene Mitglieder mit vorläufigen Namen:
- A. sp. FB-2015 (N)
- A. sp. Hinksey Lake (N)
- A. sp. NZ1 (N)
- A. sp. NZ2 (N)
- A. sp. Oxford1 (N)[26]
- A. sp. Oxford2 (N)[26]
- A. sp. Oxford3 (N)[26]
- A. sp. Oxford4 (N)[26]
- A. sp. Oxford5 (N)[26]
- A. sp. Oxford6 (N)[26]
- A. sp. Oxford7 (N)[26]
- A. sp. Oxford8 (N)[26]

Umbenennungen im Artepitheton:
- A. spinifera Penard, 1904 ⇒ A. penardi Wailes, 1925 (Doppelvergabe)